# تمار (ابنة ملك جورجيا داود الرابع)
تمار (بالجورجية: თამარი) (تُوفيت بعد عام 1161) كانت ابنة [الإنجليزية] ديفيد الرابع، ملك جورجيا، وعفيلة ملك شروان كزوجة شيروان شاه منوشهر الثالث، الذي تزوجته ق. 1112 م. أصبحت راهبة في دير تيجفا [الإنجليزية] في جورجيا بعد أن أصبحت أرملًا.

## السيرة
وقد سُجل زواج تمار من الشروانشاه في كتاب حياة ملك الملوك داود الذي يعود تاريخه إلى القرن الثاني عشر، وهو جزء من سجلات جورجيا [الإنجليزية]، والذي يُمجد تمار وأختها كَاتا [الإنجليزية]، التي تزوجت من أمير بيزنطي. باعتبارهم من نجوم الشرق والغرب على التوالي، فإنهم يعكسون روعة والدهم في أخبار الأيام. بعد وفاة زوجها، عادت تمار إلى بلدها الأصلي وأصبحت في نهاية المطاف، في عام 1152، راهبة في الدير الذي أسسته في تيجفا [الإنجليزية] في شرق جورجيا، كما هو موضح في السجلات الجورجية وكذلك من خلال نقش في ذلك الدير، نشرته لأول مرة ماري فيليسيتي بروسيت [الإنجليزية] في عام 1851. يذكر كتاب تاريخ العهود الخمسة، الذي كتب حوالي عام 1223، وفاة تمار كراهبة في مقطع يتبع سجل وفاة شقيقها ديميتريوس الأول [الإنجليزية] (حوالي عام 1156)، لكنها كانت لا تزال على قيد الحياة في عام 1161، عندما التقت بابن أخيها جورج الثالث الجورجي [الإنجليزية] خلال حملته المنتصرة في آني.
وقد افترض المؤرخ الحديث فيلتشيفسكي أن عودة تمار إلى جورجيا كانت بسبب الاضطرابات السياسية في شروان التي أعقبت وفاة منوشهر. ووجدت تمار نفسها متورطة في صراع على السلطة بين أبنائها، حيث كانت تفضل الأصغر، الذي انضم إليها في محاولة لتوحيد شروان مع جورجيا بمساعدة مرتزقة من القبجاق. تمكن الابن الأكبر لمانوشهر، أخيتان الأول [الإنجليزية]، من تأمين الدعم من سلالة أتابكة الأذر في أذربيجان التاريخية، ففاز بالمنافسة على العرش وأجبر تمار وشقيقه الأصغر على الفرار إلى جورجيا. وفقًا للمؤرخ ضياء بونيادوف، كان لدى منوشهر وتمار خمسة أبناء - أخيتان، وشاهين شاه، وباريدون، وبارو زاد، وابن مجهول توفي في طفولته - وابنتان، لم يصل إلينا اسماهما. وفقًا لعالم الأنساب سيريل تومانوف، فإن أحد أبنائها، الذي استقر في جورجيا، حصل على ولاية أبخازيا وأصبح الجد الأكبر لعائلة شيرفاشيدزه [الإنجليزية].

## ملحوظات
1. ↑  Thomson 1996، صفحة 325.
2. 1 2  Hasan 1929، صفحة 14.
3. ↑  Eastmond 1998، صفحة 207.
4. ↑  Brosset 1851، صفحات 105–107.
5. ↑  Ashurbeyli 1983، صفحة 134.
6. ↑  Bunyadov 1978، صفحة 75.
7. ↑  Toumanoff 1976، صفحة 123.